# Rakovec, Šmarje pri Jelšah
Rakovec este o localitate din comuna Šmarje pri Jelšah, Slovenia, cu o populație de 52 de locuitori.